# Джон Кенеди
Джей Еф Кей пренасочва насам.  За други значения вижте Джей Еф Кей (пояснение).
Джон Фицджералд Кенеди (на английски: John Fitzgerald Kennedy) (29 май 1917 – 22 ноември 1963), често се изписва Джон Ф. Кенеди, Джей Еф Кей (JFK) или Джак Кенеди, е 35-ият президент на САЩ. Заема тази длъжност от 1961 г. до убийството му през 1963 г.
Член на известния род Кенеди, той е смятан за икона на американския либерализъм. По време на Втората световна война служи като лейтенант във флота, позициониран в Тихия океан, и получава официална похвала за спасяването на членовете на неговия екипаж. Той е и най-младият президент в историята на Съединените американски щати – бил е на 43 години, когато е избран на тази пост (Теодор Рузвелт е бил най-младият служил като президент).
Значимите събития по време на неговото управление са провалът с операцията в Залива на прасетата, Кубинската ракетна криза, изграждането на Берлинската стена, надпреварата за Космоса, ранните събития във Виетнамската война и движението за гражданските права. В множеството класации на американските президенти Кенеди има оценка малко над средната, но в общественото мнение той често се счита за велик държавник.
Кенеди е първият католик, избиран за президент на САЩ, първият, който е роден в XX век, последният (за момента), който умира преди мандатът му да е изтекъл, последният демократ от Севера, избран на този пост, и последният, който встъпва в длъжност направо от Сената.
Кенеди е най-младият починал президент – той е на 46 години и 177 дни, когато е убит на 22 ноември 1963 г. Покушението често се смята за възлов момент в историята на САЩ поради силно травмиращия му ефект върху цялата нация и поради значението на Кенеди, който става икона за младото тогава поколение американци.

## Ранни години
Кенеди е роден в Бруклайн, Масачузетс (да не се бърка с Бруклин, район на Ню Йорк) в семейството на Джоузеф П. Кенеди-старши (1888 – 1969), предприемач и политик, патриарх на клана Кенеди, посланик на САЩ във Великобритания, и Роуз Фицджералд (1890 – 1995), филантроп. Години по-късно става ясно, че на Кенеди като дете му е поставена диагноза болест на Адисън, рядко срещано хормонално разстройство. Този и други негови медицински проблеми са били държани скрити от пресата и обществото.
Кенеди посещава Чоут Скул в Кънектикът, сред най-елитните училища в страната, и го завършва през 1935 година. Преди да постъпи в колежа, посещава Лондонско училище по икономика и политически науки за година, където изучава политикономия при професор Харолд Ласки. През есента на 1935 година се записва в Принстънския университет, но е принуден да напусне, след като се разболява от жълтеница. Следващата есен започва да посещава Харвардския университет. Кенеди пътува 2 пъти из Европа, докато учи в Харвард, посещавайки Великобритания, където баща му е посланик. През 1937 година са му предписани кортикостероиди за овладяване на колита му, които само засилват проблемите със здравето му и водят до развиване на остеопороза и проблеми с кръста.
Кенеди пише дипломна работа на тема „Политиката на отстъпки“, в която разглежда британската позиция по Мюнхенското споразумение от 1938 г. Той завършва международни отношения в Харвард с отличие през юни 1940 г. Дипломната му работа е публикувана същата година и се радва на голям читателски интерес.

## Военна служба
През пролетта на 1941 г. Кенеди иска да стане доброволец в армията, но не го приемат заради здравословните му проблеми. Няколко месеца по-късно обаче баща му Джоузеф Кенеди ходатайства за него и той е приет във флота. Джоузеф Кенеди се познава с директора на военноморското разузнаване, който е бивш военен аташе по времето, когато Кенеди-баща е бил посланик в Лондон. Така Джон Кенеди постъпва, месеци преди САЩ да се включват официално във Втората световна война след изненадващата японска атака над Пърл Харбър, в информационната служба на началника на щаба на морския флот.
Кенеди се обучава в тренировъчни лагери на флота. Първите му мисии са в Панама, после участва в бойните действия в Пасифика, където достига до чин лейтенант и командва торпеден катер (ТК). Също тогава започва романтичната си връзка с Инга Арвад, предполагаема германска разузнавачка. Те се разделят, когато Кенеди е преместен в Южна Каролина.
На 2 август 1943 година патрулният катер ТК–109 под командването на лейтенант Кенеди е ударен край Нова Джорджия (близо до Соломоновите острови) от японския разрушител „Амагири“, който го разцепва на 2 части, като 2 моряци загиват. Кенеди пада на палубата и наранява гърба си. Въпреки болките успява да събере и насочи останалите 10 души от екипажа с плуване към близък остров. Като опитен плувец (шампион на Източното крайбрежие на Съединените щати), плува само с ръцете си, но и спасява силно обгорен моряк, като го издърпва, захапал със зъби спасителния му пояс. За смелостта му е награден с медал за спасяване на човек с риск за собствения живот (Navy and Marine Corps Medal).
За подвизите му във Втората световна война Кенеди е отличен също с медала „Пурпурно сърце“, с американския медал за служба в отбраната, с медала за участие във военните кампании (за кампаниите в Тихия океан и Азия) и медала за победата във войната. Джон Кенеди напуска армията в началото на 1945 година, месеци преди Япония да капитулира.
Когато става президент на САЩ, спасяването на екипажа на ТК-109 е романизирано и екранизирано. Това допринася допълнително за митологизацията на Кенеди като символ на храброст и жертвоготовност. Попитан от репортери как е станал герой, Кенеди отговаря шеговито: „Без да искам. Просто ми потопиха кораба.“

## Ранна кариера
След Втората световна война влиза в политиката (отчасти за да запълни празнината, оставена от загиналия във войната негов по-голям брат Джоузеф П. Кенеди-младши, на когото семейството е възлагало големи надежди. През 1946 г. членът на Конгреса Джеймс Кърли освобождава мястото си в Камарата на представителите, за да стане кмет на Бостън, и това дава възможност Кенеди да бъде избран за два мандата на тази позиция, след като побеждава републиканския си конкурент с голяма разлика. Има разнопосочна история на гласуванията, като често се отклонява от позицията на президента Хари Труман и Демократическата партия.
Кенеди се жени за фотографката от „Уошингтън Таймс - Херълд“ Жаклин Лий Бувие на 12 септември 1953 година. Претърпява две операции на гръбнака през следващите две години, като е на прага на смъртта и дори получава последно причастие и често липсва от Сената. През този период публикува книгата Образи на смелостта, в която описва осем примера на сенатори, рискували кариерите си в името на своите морални позиции. През 1957 г. книгата получава Пулицър за биография. Още с публикуването ѝ тръгват слухове, че съавтор е Тед Соренсен, пишещ по-късно и речите на Кенеди. През 2008 г. Соренсен официално потвърждава тези слухове.

## Поддръжка за Маккарти
През 1950-те години семейство Кенеди и сенатор Джоузеф Маккарти са сред най-известните американци от ирландски произход. Освен това Джоузеф П. Кенеди и Дж. Маккарти имат близки отношения. Кенеди-баща е сред най-големите поддръжници на Маккарти, за което свидетелстват големите суми, които той дарява. В края на 1940-те години Маккарти гостува често в семейната къща на Джоузеф Кенеди, дори проявява интерес към по-малката сестра Патриша Кенеди.
В кампанията за Сената през 1952 година баща му Джоузеф Кенеди се договаря тайно с Маккарти в Масачузетс да не се прави шумна агитация на Републиканската партия, за да може Джон Кенеди, който е кандидат на демократите, да спечели мандата. От своя страна младият Кенеди се ангажира да не прави антимаккартиски изказвания, което е в противоречие с позициите на Демократическата партия. Година по-късно бащата успява да уреди брат му (тогава на 27 години) да заеме поста на старши помощник в екипа на Джоузеф Маккарти. През 1954 г., когато Сенатът порицава Маккарти заради неговата антикомуниситческа параноя, сенатор Кенеди се сблъсква с дилема: „Как мога да искам порицание за Джо Маккарти за неща, които е извършил, след като брат ми е в неговия екип?“ През 1954 г., след сблъсък с шефа на екипа на Маккарти Роб Кон, Боб напуска. Джон Кенеди има подготвена реч за порицаване на Маккарти, но така и не я произнася, защото по време на дебатите е в болница. Кенеди не дава никога повече знак как би гласувал, а преплитането на интереси попречва на мобилизацията на избирателите зад неговата кандидатура, особено по време на изборите от 1956 г.

## Сенатор (1953 – 1960)
През 1952 година Кенеди се кандидатира за Сената с лозунга „Кенеди ще направи повече за Масачузетс.“ Победата му е неочаквана. Той успява да вземе поста на борещия се за втори мандат републиканец Хенри Лодж мл. с преднина от около 70 000 гласа.
През 1956 г. Кенеди провежда кампания за кандидатурата на Демократическата партия за вицепрезидент на конвента, но делегатите се спират на сенатора от Тенеси Естес Кефор. Въпреки всичко това помага за издигането на репутацията му в средите на Демократическата партия.
Пример за политическата приспособимост на Кенеди преди кампанията от 1960 г. е отношението му към Закона за гражданските права от 1957 г. Той гласува за окончателното му приемане, като по-рано приема поправка към него, която до известна степен го обезсмисля. Всичко това му дава възможност да каже и на двете страни, че ги е подкрепил.

## Президентски избори в 1960 г.
През 1960 година декларира своето намерение да се кандидатира за президент. На първичните избори на Демократическата партия негови конкуренти са Хъбърт Хъмфри от Минесота, сенаторът Линдън Б. Джонсън от Тексас и Адлай Стивънсън, кандидат-президент на Демократическата партия за изборите през 1952 и 1956 година.
Кенеди печели първичните избори в Уисконсин и Западна Вирджиния. Впоследствие посещава въглищните мини и търси подкрепата на миньорите, които по принцип са силно консервативни протестанти, гледащи с недоверие католика Кенеди. Победата на Кенеди в Западна Вирджиния е решаваща за успеха на номинацията му. На 13 юли 1960 г. Демократическата партия издига Кенеди за свой кандидат на изборите за президент. Въпреки острите сблъсъци с конкурента си Линдън Джонсън Кенеди го посочва за кандидат за вицепрезидент, защото се нуждае от силата на Джонсън в Юга, за да спечели в очертаващите се като най-оспорвани избори от 1916 г.
Основни теми по време на кампанията са ситуацията в Куба, стимулирането на икономическото развитие, военните и космическите програми и съревнованието със СССР. За да успокои страховете, че неговата римокатолическа вяра ще влияе при взимането на решения, JFK произнася своята прочута реч в Хюстън, Тексас на 12 септември 1960 година, ”Аз не съм католическият кандидат за президент. Аз съм кандидатът на Демократическата партия за президент, който по стечение на обстоятелствата е католик. Аз не говоря от името на църквата по обществените въпроси, нито тя говори от мое име.“
През септември и октомври се провеждат президентските дебати, като за първи път се излъчват по телевизията. В тях участват двамата основни претенденти Кенеди и кандидатът на Републиканската партия Ричард Никсън. Никсън оставя лошо впечатление. Напрегнат е, поти се, небръснат е, което силно контрастира със спокойствието и добрия външен вид на Кенеди. Излъчването на дебатите по телевизията е повратна точка в политическия живот на страната, който става още по-тясно свързан със средствата за масова информация и най-вече с влиянието на телевизията. На изборите от 8 ноември 1960 г. Кенеди побеждава Никсън с изключително малка преднина от две десети от процента.
Налице са изключително сериозни обвинения за изборни измами в Тексас и Илинойс, които, според някои мнения, костват президентството на Никсън. Има необичайно голяма разлика в гласовете в Чикаго, която е обявена, след като цял Илинойс е гласувал. Единствената промяна след официалното преброяване на гласовете е решението, че Кенеди печели в Хавай.

## Президентство (1960 – 1963)
Кенеди полага клетва като 35-ия президент на САЩ на 20 януари 1961 г. В своята знаменита реч той казва: „Не питайте какво държавата може да направи за вас, а се запитайте какво вие може да направите за държавата си.“ Кенеди призовава народите по света да се обединят в борбата срещу това, което той нарича „общите врагове на човека: тиранията, бедността, болестите и войната.“

### Външна политика
На 17 април 1961 г., Кенеди дава заповеди за изпълнението на преди това планираната и проведена на територията на остров Куба операция (известна като Операцията при Залива на прасетата). Подкрепени от ЦРУ и тренирани в САЩ, 1500 кубински емигранти, групирани в „Бригада 2506“ биват изпратени със задачата да свалят Фидел Кастро. ЦРУ надценява значително популярността на емигрантите сред обикновените кубинци и допуска грешки при изготвянето и изпълнението на плана. За 2 дни службите на Кастро залавят повечето от нашествениците, при това убивайки много от тях. Кенеди е принуден да преговаря за освобождаването на общо 1189 пленници. След 20 месеца Куба ги освобождава срещу 53 млн. долара под формата на храна и лекарства. Провалът е тежко унижение за Кенеди; въпреки това той поема пълната отговорност за него.
На 13 август 1961 г. източногерманското правителство започва изграждането на Берлинската стена, с която да отдели източния от западния сектор на града, за да се пресече нестихващата емиграция на квалифицирани кадри от Изток на Запад. Кенеди определя тези действия като нарушение на договора за окупация на Берлин между САЩ, Великобритания, Франция и Съветския съюз. Той обаче не предприема действия срещу построяването на стената.
Кубинската ракетна криза започва на 14 октомври 1962 г., когато американските шпионски самолети U–2 заснемат полигон на руски ракети със среден обсег, изграждащ се в Куба. Кенеди се изправя пред тежка дилема: ако атакува полигона, може да се стигне до ядрена война със СССР, а ако САЩ не направят нищо, страната ще бъде изправена пред заплахата от ядрен удар, който, ако е изпреварващ, няма да може да получи адекватен отговор. Друг основателен страх е, че САЩ изглеждат слаби, и то в собствената си сфера на влияние. Много висши военни и част от членовете на кабинета настояват за въздушни удари срещу ракетните полигони. Кенеди решава да подходи по друг начин, като налага морска блокада на „Острова на свободата“. Американският флот проверява всички морски съдове, пътуващи към Куба. Успоредно с това започват преговори със СССР и седмица по-късно се стига до споразумение със съветския държавен глава Никита Хрушчов. Хрушчов изтегля ракетите, в замяна САЩ обещават, че никога няма да нападнат Куба. Американците приемат също така да изтеглят ракетите си от Турция в срок от 6 месеца. След този инцидент, който довежда света до ръба на ядрената война, Кенеди започва да води много внимателна политика със СССР.
Опирайки се на твърдението, че „тези, които правят мирната революция невъзможна, правят кървавата революция неизбежна“, Кенеди започва политиката на превенционни конфликти и организирани държавни преврати, чиято официална цел е възпиране на разпространението на комунизма в Латинска Америка и Африка. Създава се Алианс за прогрес, който координира американската политика и интереси в размирните региони на Третия свят.
Кенеди смята, че и без военна сила е възможно подобряването на света. Едно от първите му действия след встъпването му в длъжност е създаването на Корпуса на мира. Чрез тази програма американски доброволци подпомагат народите от Третия свят в сфери като образованието, земеделието, медицината и строителството.
Кенеди използва ограничени военни действия, за да възпре разпространяването на комунизма. Той подкрепя политиката на предходната администрация на политическа, икономическа и военна помощ за нестабилното правителство на Южен Виетнам, което включва и изпращането на военни съветници и на специални части. Намесата на САЩ се увеличава и през 1965 г. във Виетнамска война вече се включват и редовната армия.
На 26 юни 1963 г. Кенеди посещава Западен Берлин и произнася реч, разобличаваща комунизма. Докато Кенеди говори, хора от другата страна на стената в Източен Берлин го аплодират, показвайки своята ненавист към съветската окупация. Кенеди вижда в изграждането на Берлинската стена пример за провала на комунизма. Речта е известна и с прочутата си фраза Ich bin ein Berliner! („Аз съм берлинчанин!“):
| „ | Преди две хиляди години най-гордата хвалба била „civis romanus sum“. Днес, в света на свободата, най-гордата хвалба е „Ich bin ein Berliner“... Свободата има много трудности и демокрацията не е съвършена, но ние никога не е трябвало да издигаме стена, за да държим хората си вътре, за да им попречим да ни напуснат... Всички свободни хора, където и да живеят, са граждани на Берлин и следователно, като свободен човек, аз изпитвам гордост от думите „Ich bin ein Berliner!“ | “ |

Страхът от атомна война държи САЩ и СССР в патова ситуация. Кенеди е първият американски президент, който предлага двете свръхсили да започнат процес на диалог по проблема. Договорът за частична забрана на опитите с ядрени оръжия, който предвижда забраната на ядрените опити на повърхността, в атмосферата и под водата, е подписан през август 1963 г. от Съединените щати, Великобритания и Съветския съюз, и се смята за един от най-големите успехи на администрацията на Кенеди.

### Национална политика
Кенеди използва термина Нова граница (New Frontier) като ключово понятие в своята национална програма. Неговите амбициозни обещания включват финансирането на образованието и медицинската помощ за възрастните хора и намеса на правителството за спиране на рецесията. Болезненият край на поддържаната от държавата расова дискриминация е един от най-належащите проблеми пред администрацията на Кенеди. През 1954 г. Върховният съд на САЩ осъжда сегрегацията в обществените училища. Въпреки това много учебни заведения, особено на юг, не приемат това решение и не го спазват. Сегрегацията остава масово явление в автобусите, кината, ресторантите и другите обществени места.
Кенеди започва своята борба за равни граждански права по време на кампанията си за президентските избори през 1960 г., когато се обажда на жената на хвърления в затвора Мартин Лутър Кинг.
През 1962 г. едно друго събитие оставя следа в историята на расовия конфликт в САЩ: чернокожият Джеймс Мередит опитва да се запише в Университета на Мисисипи, но му е попречено от белокожи студенти. Кенеди изпраща 400 федерални шерифи и 3000 войници, които да осигурят възможността Мередит да се запише в първи курс.
Хиляди американци се присъединяват към Кенеди в борбата му за защита на гражданските права. Президентът е подкрепял интеграцията и правата на малцинствата и доказателство за това е обаждането му през 1960 г. до Корета Скот Кинг, жената на хвърления в затвора Мартин Лутър Кинг, което привлича много черни избиратели на негова страна. В началото на своя мандат Кенеди вярва, че борбата за граждански права на местно ниво само ще раздразни белите южняци и ще направи още по-трудно прокарването на необходимите закони през Конгреса, който по това време е доминиран от демократи от Юга. Това е причината много от лидерите на Движението за граждански права да смятат Кенеди за недостатъчно решителен.
На 11 юни Кенеди се намесва отново и изпраща силите на реда срещу губернатора на Алабама Джордж Уолъс, който попречва на двама чернокожи студенти, Вивиан Малон и Джеймс Худ, да се запишат в Университета в Алабама. След като влиза в сблъсък с федералните шерифи, заместник-главния прокурор и националната гвардия на Алабама, губернаторът отстъпва. Същата вечер Кенеди прави по телевизията известното обръщение за гражданските права и излага своите идеи, които през 1964 г. залягат в основата на Закона за гражданските права.
Кенеди предлага също и реформи на данъчната система. По време на управлението му се правят предложения за намаляване на данъците върху доходите. Пакетът от мерки не е приет от Конгреса до смъртта на Кенеди през 1963 г. Едва впоследствие мерките са приети, като това е едно от най-големите намаления на данъчната тежест в модерната американска история, надминаващо и това на Роналд Рейгън. През краткия период, в който Кенеди е президент, икономиката на САЩ започва да излиза от застоя, в който е изпаднала от времето на Айзенхауер, като растежът достига 5,5%, безработицата намалява, а сектори като тежката индустрия и автомобилостроенето преживяват истински бум.

### Космическа програма
Кенеди се включва с устрем в надпреварата за Космоса. СССР е по-напред в космическите изследвания, но Кенеди е убеден, че Америка може да настигне руснаците. В реч, произнесена в Университета Райс през септември 1962 г., той казва: „Никоя нация, която иска да бъде лидер на другите нации, не може да остане назад в това състезание.“, а също и „ние избрахме да стъпим на Луната през това десетилетие, а и да направим други стъпки, не защото те са лесни, а защото са трудни.“ Кенеди иска от Конгреса да одобри финансиране за повече от 22 милиарда долара за Проекта „Аполо“, който цели покоряването на Луната преди края на десетилетието. През 1969 г., шест години след смъртта на Кенеди, целта е постигната. Нийл Армстронг и Едуин Олдрин са първите хора, стъпили на Луната.

### Семейство
Кенеди и жена му Джаки са сред най-младите президентски двойки, обитавали Белия дом. Двамата са изключително популярни. Славата им по-скоро прилича на славата на музикални или филмови звезди, отколкото на славата на политици. Президентската двойка оказва влияние дори в модните тенденции и става обект на безбройни фотосесии в популярните списания.
Семейство Кенеди внасят атмосфера в Белия дом. Те вярват, че това трябва да е място за почит на американската история, култура и постижения. Двамата често канят артисти, писатели, учени, поети, музиканти, актьори, носители на Нобеловата награда и спортисти. Жаклин Кенеди също така събира ново изкуство, обзавеждане и ремонтира всички стаи на Белия дом.
Белият дом изглежда като по-весело място, изпълнено с повече младост, може би и заради присъствието на двете малки деца на семейството – Каролайн и Джон мл. (който става известен в пресата като „Джон–Джон“, макар че години по-късно Жаклин отрича да са го наричали по този начин в семейството).
Зад бляскавата фасада на семейство Кенеди се таят много лични трагедии – Жаклин прави спонтанен аборт през 1955 г., а година по-късно бебето ѝ се ражда мъртво. Смъртта на новородения им син Патрик Бувие Кенеди е изключителна трагедия за семейната двойка.
Харизмата, която заобикаля Кенеди, е една от причините неговото управление да е известно като Камелот, а според Джаки този прякор идва от това, че Джон е харесвал актуален по това време мюзикъл на Бродуей със същото име.

## Покушение
Президентът Кенеди е убит в Далас, Тексас, по време на обиколка из щата на 22 ноември 1963 г., петък 12:30 ч. местно време. Лий Харви Осуалд е обвинен за убийството на президента още същия ден (по това време все още не се е говорило за „покушение“). Осуалд е прострелян смъртно два дни по-късно в полицейския участък на Далас от Джак Руби. Пет дни след като Осуалд е убит, новият президент Линдън Б. Джонсън създава Комисията „Уорън“, председателствана от председателя на Върховния съд Ърл Уорън, която да разследва покушението. Нейното заключение е, че Осуалд е единственият извършител. Разследването, проведено през 1970 г. от назначения от Конгреса Комитет по покушенията също стига до извода, че Осуалд е убиецът, но все пак добавя, че той може би е част от конспирация, имаща за цел убийството на президента. Комитетът не открива достатъчно доказателства и не посочва никой друг участник в конспирацията.
Съществуват множество теории за убийството на Кенеди, които противоречат на възприетите официални заключения. Има различни версии за това колко куршума са изстреляни, посоката, от която са изстреляни, кой куршум улучва президента и кой – губернатора.
Лий Харви Осуалд отрича да е стрелял по някого и твърди, че всичко е постановка. Според него фотографията, на която се вижда да държи оръжието на убийството, е фалшификат и може да докаже, че лицето му е монтирано върху лицето на истинския убиец. Някои от най-разпространените теории сочат за организатори на конспирацията ЦРУ, мафията, КГБ и Фидел Кастро, вицепрезидента Линдън Джонсън, съюз между военната индустрия и армията, воден от определени генерали. Според някои от теориите Кенеди е убит заради съпротивата си срещу войната във Виетнам и отказът му да даде заповед за изпълнение на операция „Нортуудс“ и съответно да нахлуе в Куба. По-непопулярна версия е, че е убит заради съпротивата му срещу ядрената програма на Израел. Една от най-разпространените версии за убийството на Джон Кенеди е, че е убит заради това, че е отнел правото на Федералния резерв на САЩ да печата банкноти (показателно е, че едно от първите неща, което прави Линдън Джонсън след полагане на клетвата в „Еър Форс“, е да възстанови правото на Фед да печата банкноти.) Другата популярна версия е, че Кенеди е убит заради намерението му да разгласи контакт на САЩ с извънземни цивилизации (тази версия се поддържа от Уилям Купър, бивш военен от Военноморския флот на САЩ).

## Наследство
Телевизията се превръща в основния източник, от който хората черпят информация за събитията около покушението на Кенеди. Американските телевизии минават на 24–часов режим на работа, което се случва за пръв път в историята. Погребението на Кенеди и убийството на Лий Харви Осуалд са предавани наживо из цяла Америка и по света. Убийството има изключително влияние върху обикновените американци.
На 14 март 1967 г. тялото на Кенеди е преместено в гроб в Националното гробище „Арлингтън“. Президентът е погребан заедно с жена си и малкото им бебе, в гроба лежат и тленните останки на брат му Робърт. На мястото гори вечен огън.
Много от речите на Кенеди и особено тази от встъпването му в длъжност, се смятат за класика и въпреки относително краткото време, което прекарва в Белия дом и липсата на значими законодателни инициативи, американските граждани поставят Кенеди сред най-добрите президенти на страната, редом до Ейбрахам Линкълн, Джордж Вашингтон и Франклин Делано Рузвелт.

## Критика
Кенеди е един от най-популярните президенти, но въпреки това има много историци, които смятат, че неговата слава е незаслужена. Въпреки че е млад и харизматичен, той не постига големи и значими успехи по време на мандата си. Широката му популярност е по-скоро резултат на оптимистичното начало, на разнообразните идеи, които Кенеди и екипът му пускат в общественото пространство. Такива са проектът Аполо, данъчните закони, законите за премахване на сегрегацията и за гражданските права.
Личният живот на Кенеди е ахилесовата пета в представата за „добрия Кенеди“. Сред обвиненията са прикриването на здравните проблеми на президента, богатата и пикантна история на извънбрачните му връзки, контактите му с организираната престъпност, забъркването на Америка във Виетнамската война, разпространяването на тайните служби по високите етажи на властта.